# Фунікулер Церматт – Зуннегга
46°01′11″ пн. ш. 7°45′40″ сх. д. / 46.01982° пн. ш. 7.76109° сх. д.
Фунікулер Церматт–Зуннегга, також відомий як Зуннегга-Експрес (нім. SunneggaExpress) — підземний фунікулер в кантоні Вале, Швейцарія. Сполучає нижню станцію в курортному селищі Церматт, з верхньої станції на Зуннегга, і є першою ланкою в маршруті до лижної області Зуннегга Парадізе. Фунікулер зазнав капітального ремонту фірмою Doppelmayr у 2013 році
Технічна характеристика лінії:
| Кількість вагонів     | 2                        |
| Кількість станцій     | 2                        |
| Характеристика        | Одноколійна з роз'їздами |
| Довжина лінії         | 1545 м                   |
| Висота підйому        | 698 м                    |
| Середній градієнт     | 48.7%                    |
| Максимальний градієнт | 63.3%                    |
| Ширина колії          | 1000 мм                  |
| Ємність               | 200 пасажирів у вагоні   |
| Найбільша швикість    | 12 м/с                   |
| Час подорожі          | 3 хв                     |